# Miroszlav Kosztadinov
Miroszlav Dimov Kosztadinov (bolgárul: Мирослав Костадинов Bulgária, Dobrics, 1976. március 10.) bolgár énekes és zeneszerző.

## Életrajz
1976. március 10-én született Dobricsban, a 91 ezer lakosú városban Bulgária északkeleti részén. Ismertebb nevén "Miro". Apja a híres festő, író, színész, énekes, rendező Miroszlav Adinov.
Első együttese a Karizma volt, amelyet Galina Kurdova (Gaya), és persze Miroszlav Kosztadinov alkottak. Komoly sikerét az Eurovíziós Dalfesztiválnak köszönheti, ugyanis ő képviselte 2010-ben Bulgáriát, ám csak 15. lett a második elődöntőben kapott 19 ponttal, így nem jutott tovább a döntőbe. Műfaját tekintve popénekes, de már a rock stílusban is kipróbálta már magát. Első díját 2007-ben kapta, "a  legelegánsabb férfi" díját.